# Репников, Дмитрий Васильевич
Дмитрий Васильевич Репников (1870—1945) — герой Первой мировой войны, командир кубанских казачьих частей, участник Белого движения, генерал-майор.

## Биография
Казак станицы Расшеватской Лабинского отдела Кубанской области. Образование получил в Ставропольском реальном училище.
В 1890 году окончил Ставропольское казачье юнкерское училище, откуда выпущен был подхорунжим в 1-й Кубанский казачий полк. В 1891 году был произведен в хорунжие с переводом в Кавказский конный полк, а затем переведен во 2-й Кубанский казачий полк. Произведен в сотники 1 июня 1895 года, в подъесаулы 1 июня 1903 года. 30 октября 1908 года переведен в 1-й Кубанский казачий полк. Произведен в есаулы 6 мая 1909 года. Окончил Офицерскую кавалерийскую школу «успешно».
В Первую мировую войну вступил в рядах 1-го Кубанского казачьего полка. Удостоен ордена Св. Георгия 4-й степени
За то, что 19 октября 1914 года, будучи выслан с сотней на разведку и получив донесение, что у сел. Каракилиса расположена цепью рота турецкой пехоты, построив лаву, лично атаковал и частью уничтожил, а частью рассеял роту противника. При этом, несмотря на полученную рану, до конца боя руководил действиями.
Произведен в войсковые старшины 2 апреля 1916 года. С 31 июля 1917 года назначен командующим Ейским казачьим полком.
В Гражданскую войну участвовал в Белом движении на Юге России в составе Добровольческой армии и ВСЮР. 25 сентября 1918 года произведен в полковники, а 4 ноября назначен командиром 1-го Таманского казачьего полка. С 6 декабря 1918 года назначен командиром 2-й бригады 2-й Кубанской казачьей дивизии, а 24 декабря произведен в генерал-майоры. С 4 апреля 1919 года назначен начальником 2-й Кубанской казачьей дивизии. С 4 августа 1919 года назначен в распоряжение кубанского атамана, а 17 августа зачислен в резерв чинов с назначением в распоряжение атамана Ейского отдела. В Русской армии до эвакуации Крыма, был на острове Лемнос.
В эмиграции в Югославии. В 1925 году — командир 1-го Сводно-Кубанского казачьего полка, затем возглавлял группу того же полка. Застрелился в 1945 году в Нише накануне прихода Красной армии. Его жена Елена Ивановна, а также сыновья Николай и Константин остались в СССР.

## Награды
- Орден Святой Анны 3-й ст. (ВП 6.05.1903)
- Орден Святого Станислава 2-й ст. (ВП 13.02.1910)
- Орден Святой Анны 2-й ст. «за отлично-усердную службу и труды, понесенные в Персии» (ВП 13.06.1914)
- Орден Святого Георгия 4-й ст. (ВП 7.01.1916)